# Brezons
Brezons ist eine französische Gemeinde mit 179 Einwohnern (Stand 1. Januar 2022) im Département Cantal in der Region Auvergne-Rhône-Alpes. Sie gehört zum Arrondissement Saint-Flour und zum Kanton Saint-Flour-2.

## Geographie
Die Gemeinde liegt südlich der Bergkette Monts du Cantal, rund 30 Kilometer nordöstlich von Aurillac. Nachbargemeinden sind:
- Albepierre-Bredons im Norden,
- Paulhac im Nordosten,
- Cézens im Osten,
- Pierrefort im Südosten,
- Saint-Martin-sous-Vigouroux im Südwesten,
- Malbo im Westen sowie
- Pailherols und Saint-Jacques-des-Blats im Nordwesten.

Das Gemeindegebiet gehört zum Regionalen Naturpark Volcans d’Auvergne. An der nördlichen Gemeindegrenze liegt mit dem Plomb du Cantal der höchste Berggipfel des Massivs. Hier entspringt auch der mit der Gemeinde namensgleiche Fluss Brezons, der das Gemeindegebiet in Nord-Süd-Richtung durchquert, den Gemeindehauptort passiert und weiter zur Truyère entwässert.

### Verkehrsanbindung
Die Gemeinde wird von der Départementsstraße D39 versorgt, die schließlich ins östliche Nachbartal wechselt und dort über den Pass Col du Prat de Bouc die Bergkette überwindet.

## Bevölkerungsentwicklung
| Jahr                       | 1968 | 1975 | 1982 | 1990 | 1999 | 2006 | 2016 |
| Einwohner                  | 451  | 350  | 310  | 252  | 208  | 215  | 188  |
| Quellen: Cassini und INSEE |      |      |      |      |      |      |      |

## Sehenswürdigkeiten
- Kirche Saint-Hilaire aus dem 12. Jahrhundert, Monument historique[1]
- Château de la Boyle, befestigtes Schloss aus dem 15. Jahrhundert, Monument historique[2] Hier wurde der Film À la Carte! – Freiheit geht durch den Magen teilweise gedreht.[3]